# Rumex bucephalophorus subsp. gallicus
Rumex bucephalophorus subsp. gallicus é uma subespécie de planta com flor pertencente à família Polygonaceae. 
A autoridade científica da subespécie é (Steinh.) Rech.f., tendo sido publicada em Botaniska Notiser 1939: 497. 1939.

## Nomes comuns
Dá pelos seguintes nomes comuns: azedinha-de-cão, azedinha-falsa, azedão, catacuzes, falsa-azedinha ou labaça.

## Distribuição e habitat
Trata-se de uma espécie autóctone da Península Ibérica, que proza tanto em courelas agricultadas, como em ermos e charnecas sáfaros.
Dada a sua preferência por solos de substracto ácido, com altas quantidades de manganês e alumínio, que seriam tóxicos para a maioria dos cultivares comummente praticados em Portugal, é, amiúde, usada como um bioindicador.

### Portugal
Trata-se de uma subespécie presente no território português, nomeadamente em Portugal Continental e nos Arquipélagos dos Açores e da Madeira.
Mais concretamente, em Portugal continental, medra nas zonas do: Noroeste ocidental;  Noroeste montanhoso; Nordeste ultrabásico; Nordeste leonês; Terra Quente; Terra fria; Centro-Norte; Centro-Oeste calcário; Centro-Oeste arenoso; Centro-Leste Montanhoso; Centro-Leste de campina; Centro-Sul arrabidense; Centro-sul plistocénico; Sudeste setentrional; Sudeste meridional; Sudoeste setentrional; Sudoeste meridional; Barrocal algarvio; Barlavento e ainda das Berlengas.
Em termos de naturalidade é nativa das duas regiões atrás indicadas.

## Protecção
Não se encontra protegida por legislação portuguesa ou da Comunidade Europeia.